# Мостаганем
Мостагане́м (араб. مستغانم‎) — город в Алжире, административный центр одноимённого вилайета.

## Географическое положение
Город располагается на берегу Средиземного моря, примерно в 89 км к северо-востоку от Орана, в 81 км к северу от города Маскара и в 363 км к юго-западу от города Алжир, на высоте 97 метров над уровнем моря. Через Мостаганем протекает река Айн-Сефра.

## Демография
Население города по годам:
| 1977   | 1987    | 1998    | 2008    | 2012    |
| ------ | ------- | ------- | ------- | ------- |
| 86 081 | 115 212 | 130 598 | 145 696 | 158 443 |

## Транспорт
В Мостаганеме есть аэропорт. С 2023 года имеется трамвайная линия. 

## Персоналии
- Селестен Оливер — французский футболист .
- Франше д’Эспере, Луи-Феликс-Мари-Франсуа — Маршал Франции (1921). Член Французской академии наук (1934).

## Города-побратимы
- Перпиньян, Франция (с 2010 года)[4]